# Composé carbonylé α,β-insaturé
Un composé carbonylé α,β-insaturé est un composé carbonylé, c'est-à-dire un aldéhyde ou une cétone, dont le carbone en α de du groupe carbonyle possède une fonction alcène. 

Formule générale d'un composé carbonylé α,β-insaturé

Les composés carbonylés α,β-insaturés sont des composés assez utilisés en synthèse organique car les carbones 1 et 3 sont sites électrophiles. Dans cette nomenclature, 1 désigne l'atome de carbone portant l'atome d'oxygène de la fonction cétone et 3 l'atome de carbone en β de la fonction carbonyle.  
Par exemple, il est possible de réaliser un addition nucléophile, l'addition nucléophile 1-4 à l'aide d'organocuprates.